# 軍火之王
《軍火之王》（英語：Lord of War）是一部2005年美國和德國合拍的犯罪劇情片，由安德魯·尼可執導，尼古拉斯·凯奇主演，2005年9月16日在美国上映。DVD-Video版本于2006年1月17日在美国发行。

## 剧情
影片以倒叙的方式，讲述了军火商人尤里·奥洛夫传奇的军火贩卖生涯。
自幼跟随父母从乌克兰移民到了美国的尤里，原本對前途一片茫然。假冒猶太人的他們一家在纽约开了一家犹太餐厅，因为「每个人都要吃饭」。当尤里目睹一个俄罗斯黑帮老大杀死了两名刺客后，尤里認為對軍火的需求不下於食物，决定开始军火交易，并說服自己原本猶豫不決的弟弟威特里，這種生意才有出路。尤里將其数份身份证明及资料藏在秘密的集装箱中，开始销售1982年黎巴嫩战争后所遗留下来的大批M16突擊步槍。他領略到了商人無祖國的意義。
在军火贩卖的过程中，尤里被国际刑警组织特務杰克·瓦伦丁盯上，用盡手段逃避追捕。在一次与哥伦比亚毒品贩子交易后，原先只收現金的他們，卻被塞了六公斤古柯鹼當作报酬；原本不想接受的尤里遭對方槍傷，只好勉強收下。不料威特里在試用一番後，捲走一公斤的毒品遠走高飛，開始吸食。尤里不得不把成瘾的弟弟送進勒戒所，開始自己單幹。
在尤里的精心设计下，他和自己的梦中情人艾娃·芳塔茵相遇，并假稱自己是成功的运输业富翁。凭借他的油嘴滑舌與大筆金钱打造的幻象，他成功赢得艾娃的芳心并与之结婚生子。家人們多少知道他的生意並不像表面那樣，但決意不多問。威特里康復後也住進尤里的新家，但終於還是得回勒戒所去。尤里繼續單幹。
1991年，苏联解体。尤里返回乌克兰，說服自己身為前苏联高級將領的舅舅在國家解體後的混亂中撈取利益。堆積如山的前蘇聯武器及他雨露均霑的作法进一步扩大了生意规模，交易項目擴及到重武器，並壓倒了過去的生意對手。他藉由法律漏洞及玩弄種種手段逃避查緝，直到舅舅死於汽車炸彈。
他的武器卖到了西部非洲的利比里亚，帮助當地獨裁者镇压国内暴动。貧窮的該國付鑽石為酬，使他的財富更上一層樓。但對他的追緝也更為緊迫。他以安東諾夫運輸機押送一批軍火時遭軍機迫降。由於降落在指定機場遭人贓俱獲無異自殺，他指使機長迫降到鄉間的泥土路上，更在降落後將機上軍火白送給當地鄉民。由於軍機無法跟著迫降到地形如此惡劣的地方，待查緝單位由陸路趕抵時，已經什麼證據都不剩了。
無法被定罪的尤里回到當地據點，他的「客戶」已將害死他舅舅的生意對手當成禮物送他，並強迫他開槍。在手上終於沾血後，又被迫吸食當地以古柯鹼混合火藥的土製毒品。在精神恍惚中看見了自己的罪惡。查緝者直接找上尤里在美國的家，將尤里的秘密生意對艾娃和盤托出。受到家人的压力，尤里曾一度欲放弃军火买卖，轉而经营合法生意，只是利潤薄了很多。但在利比里亚軍閥亲自登门拜访并以重金诱惑后，尤里知道自己別無出路。
他找回已經改邪歸正的弟弟再幹一票。但在塞拉利昂进行的一次军火交易中，威特里猛然发现他们贩卖的武器被当地武装用来屠杀手无寸铁的平民，顿受良心谴责。在阻止交易进行不成後，他炸毁了一卡车軍火，其後遭当地武装击毙，尤里還是只能完成交易。艾娃發現尤里重操舊業並找到他的秘密倉庫後，毅然带着儿子离尤里而去。他的父母則不再認他這個兒子。紧紧相随的國際刑警杰克跟縱艾娃发现了尤里的秘密，認為終能將他繩之以法。
被留置的尤里說出自己其後會受到的待遇：美国政府就是最大軍火來源之一，他則為美国出口軍火到無法宣之於口的地區，帮助所谓“敌人的敌人”，因此杰克受到高層施壓無法將他起訴。於是失去了家人的战争之王尤里，仍然继续其军火生意，再也无法从这个领域脱身了。

## 演员
- 尼古拉斯·凯奇 饰 尤里·奥洛夫，人物原型部分为维克托·布特
- 伊桑·霍克 饰 杰克·瓦伦丁，人物原型为李·S·沃洛斯基
- 傑瑞德·萊托 饰 维塔利·奥洛夫
- 布麗姬·穆娜 饰 艾娃·芳塔茵
- 纳鲁·特里皮西安 饰 尼古拉·奥洛夫
- 埃蒙·沃克 饰 老安德烈·巴普蒂斯特，人物原型为查尔斯·泰勒
- 伊恩·霍尔姆 饰 西蒙·怀兹
- 塔尼特·菲尼克斯 饰 坎迪
- 唐纳德·萨瑟兰 饰奥利弗·扫森上校，人物原型为奥利弗·诺斯
- 韦斯顿·科波拉·凯奇 饰 弗拉基米尔
- 萨米·洛提比 饰 小安德烈·巴普蒂斯特，人物原型部分为查尔斯·麦克阿瑟·伊曼纽尔
- 尤金·拉扎列夫 饰 德米特里·沃尔科夫将军，尤里·奥洛夫的舅舅
- 莉雅·琦比德 饰 菲斯

## 细节
- 主角尤里的生平則是由不同的人物綜合而成。一为維克托·布特，一位透過航空運輸系統走私軍火而惡名昭彰的俄国軍火商，綽號“死亡商人”[1]。二为俄羅斯黑手黨首腦塞米昂·莫吉列維奇，美國聯邦調查局十大通緝要犯之一，经营业务包括走私軍火和私娼販賣等。以及活耀於冷戰期間的最大軍火商萨尔基斯·索加纳利安（Sarkis Soghanalian）。
- 主角的姓名尤里·奧爾洛夫（Yuri Orlov）是苏联著名的核物理學家，一位蘇聯異議份子與人權運動支持者。
- 影片中與尤里進行軍火交易的軍閥父子，影射的是前賴比瑞亞總統查理‧泰勒。
- 影片中與尤里和艾娃結婚后住的公寓是美國紐約市曼哈頓西65街和西中央公园大道交界路口旁的一座高档套房。影片中出現的尤里家旁邊的教堂是紐約路德会的圣三一教堂。
- 影片中保护尤里的美国高级军官叫做“奥利弗·扫森上校”（Colonel Oliver Southern），用来暗指现实中的奥利弗·诺斯（Oliver North）上校。奥利弗·诺斯是伊朗門事件的主角之一。他和其他美國國家安全委員會的委員們，爲了規避國會禁止向尼加拉瓜輸出武器的法案（英语：Boland Amendment），秘密使用私人軍火商在和五角大樓交易時提供的“回扣”來資助尼加拉瓜反政府軍[2]。影片中尤里說奥利弗·索森需要資金支持他的“私人戰爭”，就是暗指此事。
- 影片中軍閥獨裁者笑指其美國為民主國家，並拿出報紙說“现在美国必须永远闭嘴了”，用來諷刺2000年美国总统选举中的廢票争议。佛罗里达州因废票数量最大，民主党要求重新人工計票。美國最高法院判決停止了人工計票，使小布希贏得了選舉。
- 尤里写在轮船上的船名“科诺”（Kono），是獅子山共和国一个盛产血钻石的行政区。
- 一如電影中提到原片名戰爭之王（Lord of War），英文倒過來即是指軍閥（Warlord），成為一個雙關語。
- 剧末的字幕说世界上最大的五个军火供应国是美国、俄罗斯、英国、法国和中国，也就是联合国安理会的五个常任理事国。剧情中利比里亚的独裁者总统曾赴纽约参加联合国的和平大会，亦有讽刺之意。不过这从来不是真的。據斯德哥尔摩国际和平研究所统计，影片播出时军火交易量排名前五的是美俄德英以色列。2010年，美国在全球进行军火交易的国家中排名第一，交易额为86.41亿美元；俄罗斯排名第二，为60.39亿美元。2013年中国挤下英国第一次进入全球军火交易量前五，市场占有率5%。

## 轶闻
- 影片中尤里使用的安托諾夫An-12飞机在现实中确实被用作军火运输，而且在被租用作电影拍摄的前一个星期，它刚运送了一批军火到刚果。
- 影片中的五十辆坦克为现实中的一个捷克军火商人所有，在影片完成后的六个月，被出售到利比亚[3]。
- 影片中乌克兰军火库中的三千把AK-47突击步枪为与其外型相似的真实的Vz. 58突击步枪。据剧组说，获得真枪比购买道具更为便宜[4]。
- 英国发行的DVD在影片的片头有一个国际特赦组织的广告，说AK-47自动步枪现在正在互联网络上热销。
- 中国腾讯视频平台播放的版本结局是：尤里认罪并被判处终身监禁。[5]

### 纰漏
- 尤里在家中看著新聞報導著冷戰結束，電影演出中，乍看尤里家中似乎是收看著平板電視，儘管冷戰剛結束時，消費型平板電視還未誕生。
- 傑克·瓦倫丁，虛構的國際刑警組織的幹員，擁有世界性的司法裁判權。儘管很多電影會這樣呈現，但實際上國際刑警組織幹員並沒有這種權力。